# Nicotiana noctiflora
Nicotiana noctiflora är en potatisväxtart som beskrevs av William Jackson Hooker. Nicotiana noctiflora ingår i släktet tobak, och familjen potatisväxter. Inga underarter finns listade i Catalogue of Life.

## Bildgalleri

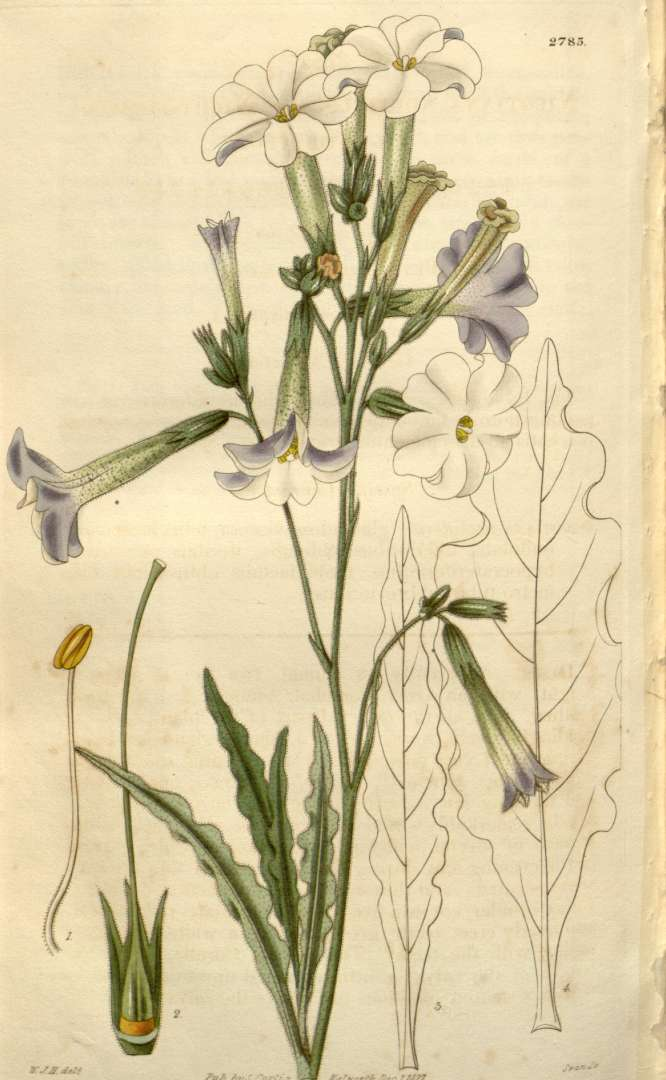